# Miloševac (Chorwacja)
Miloševac – wieś w Chorwacji, w żupanii karlowackiej, w gminie Barilović. W 2011 roku liczyła 3 mieszkańców.